# Infrazvuk
Infrazvuk je naziv za duboki zvuk frekvencije manje je od 20 Hz koji ljudsko uho ne može čuti. Izvor takvoga zvuka su vjetroturbine i razni drugi strojevi poput automobila, zrakoplova, vlakova, itd. Prirodni izvori infrazvuka su oluje, vodopadi i turbulencije vjetra. Infrazvuk postaje opasan po ljudsko zdravlje ako stalno djeluje na čovjeka jačinom od 130 dB. Mjerenja u vjetroelektranama pokazala su da ta vrijednost nikada nije dosegnuta, te da infrazvuk koji proizvode turbine ne predstavlja nikakvu opasnost. Kod ljudi izloženih infrazvuku javlja se osjećaj straha, nadnaravne jeze, potištenosti i tjeskobe, što bi moglo objasniti neke paranormalne pojave poput viđenja duhova. Mnoge pojave u prirodi, kao na primjer potresi i vulkanske erupcije praćene su infrazvukom, ali su potrebni posebni mjerni instrumenti da se zabilježe. Infrazvučni valovi šire se i prilikom rada strojeva i vozila te pri podzemnim nuklearnim eksplozijama.

## Infrazvučne frekvencije
Infrazvučne frekvencije mjere se od 0,1 do 20 Hz. Treba napomenuti da u govoru gotovo uopće nema frekvencija u tom području (osim ponekog zračnog udara kod izgovora bilabijalnih okluziva), pa su te frekvencije nebitne kad je posrijedi govor (ispod 100 Hz nema govornih frekvencija). Osim toga, čak i niske zvučne frekvencije od 20 do 100 Hz su beskorisne u govornoj komunikaciji, jer zbog pojave svojevrsnog "prikrivanja" više smetaju nego što koriste komunikaciji. Te su niske frekvencije osobito nepovoljne za osobe oštećena sluha zato što one ne mogu slušnim putem doživjeti frekvencije, a da im iste pritom ne izazovu bolni i štetni podražaj uha, te zato što dugotrajna izloženost infrazvučnim frekvencijama može dovesti do ozbiljnih i opasnih zdravstvenih poteškoća.
Infrazvuk, odnosno frekvencije zvuka ispod 20 Hz uhom ne doživljavamo kao zvuk, nego kao titrajuću vibraciju na bubnjiću. Stoga nema opravdanja niti valjanih razloga zbog kojih bi infrazvučnim podražajima "provocirali" uho, jer bi time mogli pogoršati ili čak trajno oštetiti sluh (ovisno o jačini podražaja i njegovom trajanju). Infrazvuk osjećamo taktilno po čitavom tijelu kao osjećaj potresanja ili vibracije. Istraživanja su utvrdila da je za prag taktilnoga osjeta na tijelu na frekvenciji od 10 Hz potrebno oko 120 dB zvuka. Prag je skoro isti i za gluhe osobe, jer su njihovi taktilni i kinestetski osjeti isti kao i kod osoba zdravoga sluha. Dakle, za osobe oštećena sluha moguće je koristiti vibrotaktilne stimulacije. Međutim, govor u tom frekvencijskom području ne sadrži gotovo nikakve informacije, osobito ne bilo kakve fonološki vrijedne.
Vibrotaktilnim stimulacijama moguće je prenijeti ritam, npr. udaranje po bubnju ili drugim udaraljkama preneseno elektroakustičkim putem i pretvoreno u vibrotaktilni podražaj osjetit ćemo na tijelu. Ali, i kod vibrotaktilnih stimulacija potreban je oprez i dobro poznavanje njihova utjecaja.

### Prag čujnosti
Prag čujnosti od 20 Hz za zdravo ljudsko uho iznosi oko 75 dB, a osoba s oštećenim sluhom te frekvencije gotovo uopće ne može čuti. Ako bi npr. gubitak sluha bio primjetan na 50 dB, takvoj bi osobi frekvenciju od 20 Hz morali pojačati na 125 dB, što bi joj prouzročilo bol jednaku onoj kao kad bi vatiranim štapićem dotakli bubnjić. U području infrazvuka, pri frekvenciji od 10 Hz, prag čujnosti je oko 100 dB za zdravo uho, a osobe s oštećenim sluhom bi taj podražaj trebale dobiti sa 150 dB (ili više) da bi ga uopće zamijetile, ali bi im to također samo prouzročilo bol (npr. pucanj iz lovačke puške na 10 cm od uha!). Dakle, slušanje vrlo niskih frekvencija – oko 20 Hz ili niže – može kod osoba oštećena sluha izazvati samo bol, a ne i bilo kakav kvalitetan slušni doživljaj. Sve frekvencije ispod 50 Hz potpuno su slušno neupotrebljive i štetne za osobe oštećena sluha.

## Povijest
Pomoću infrazvuka se još u Prvom svjetskom ratu određivao položaj topništva. Jedan od začetnika proučavanja infrazvuka je bio francuski znanstvenik Vladimir Gavreau (rođen u Rusiji kao Vladimir Gavronski). Dok je proučavao infrazvuk, osjetio je bol u uhu (bubnjiću) i primijetio trešnju laboratorijske opreme, a da pritom mikrofon nije ništa zabilježio. Također je zapazio da infrazvuk dolazi od ventilatora i zrakovoda, a eksperimentirao je i s infrazvučnom zviždaljkom nalik kakvoj ogromnoj cijevi orgulja.

## Prirodni izvori infrazvuka
Prirodni izvori infrazvuka su oluje, valovi, snježne lavine, zemljotresi, vulkani, vodopadi, lomovi ledenjaka, polarna svjetlost, munje i turbulencije vjetra.
Još 1935. u izvještajima Akademije nauka Sovjetskog Saveza, ruski znanstvenik Šulejkin objavio je teoriju o nastanku infrazvučnih kolebanja na oceanu. Tijekom oluja i jakih vjetrova nad uzburkanom površinom mora dolazi do prekida strujanja na vrhovima valova, a u zraku se stvaraju poprečna i uzdužna titranja. Snaga infrazvuka koji tada nastaje razmjerna je kvadratu valova. Pri brzini vjetra od 20 m/s snaga tog "glasa mora" može biti tri W po svakom metru dužine vala, što znači da i slabija bura može stvarati infrazvuk snage više desetina kW. Osnovno zračenje infrazvuka je u području od 6 Hz. Pokusi su pokazali da infrazvuk ne gubi mnogo snage s obzirom na prijeđenu udaljenost, pa tako bez većega slabljenja prelazi stotine i tisuće kilometara zrakom i/ili vodom, pri čemu je brzina širenja zvuka u vodi nekoliko puta veća.
Složen jezik slonova u velikoj se mjeri zasniva na infrazvuku, s frekvencijama od 15 do 35 Hz, što odvojenim članovima obitelji omogućava sporazumijevanje na daljinu i do desetak kilometara. Osim kod slonova, primjećeno je da se pomoću infrazvukova sporazumijevaju kitovi, nilski konji, nosorozi, žirafe, okapi i aligatori. Kitovi se infrazvukom mogu sporazumijevati i na nekoliko stotina kilometara udaljenosti. Neki znanstvenici tvrde da se i ptice selice tijekom seobe sporazumijevaju infrazvukom.
Neposredno prije cunamija u Indijskom oceanu 2004., primjećeno je da su životinje pobjegle iz ugroženoga područja mnogo prije razornoga vodenoga vala. Pretpostavlja se da su pobjegle zbog infrazvuka koji je najavio cunami.

## Pokus s infrazvukom od 17 Hz
31. svibnja 2003. britanski su znanstvenici kontroliranim pokusom pokazali da ekstremni basovi, odnosno infrazvukovi čudno djeluju na ljude uzrokujući npr. tjeskobu, snažnu tugu i trnce. Tim su pokusom dodatno poduprli poznatu tezu o povezanosti infrazvuka i čudnih osjećaja. Znanstvenici su, primjerice, emitirali infrazvuk od 17 Hz testirajući njegov utjecaj na 750 posjetitelja jednoga koncerta. Publika nije znala tijekom kojega je dijela koncerta emitiran i infrazvuk, ali je 22 % ljudi reklo da su se neobično osjećali baš kad je svirana takva glazba. Neobičnost je išla od nelagode i tuge, preko trnaca niz leđa, do nervoze ili odbojnosti i straha.

## Utjecaj infrazvuka na zdravlje ljudi
S pojavom sve veće izloženosti čovjeka različitim oblicima buke, posljednjih se godina sve više istražuje i utjecaj infrazvuka na ljudsko zdravlje, pa je tako otkrivena i nova vibroakustička bolest (engl. vibroacoustic disease, skraćeno VAD). To je kronična progresivna i kumulativna bolest koja nastaje kao posljedica dugotrajne izloženosti zvuku niskih frekvencija (ispod 100 Hz) i infrazvuku ako je intenzitet bio veći od 110 dB zvučnoga podražaja. Ta se bolest javlja npr. kod ljudi izloženih preglasnoj glazbi na niskim frekvencijama ili radnika koji upravljaju strojevima koji proizvode infrazvučne vibracije. Posljedice i simptomi bolesti mogu biti višestruki: poremećaji u ponašanju, strah, problemi vizualne percepcije, poremećaj ravnoteže, epilepsija, moždani udar, neurološka oštećenja, vaskularne lezije, gastrointestinalna disfunkcija, infekcije orofarinksa, srčani infarkt, suicid. Osobito su opasne frekvencije od 1 do 7 Hz koje mogu izazvati čak i smrt.
Infrazvuk može izazvati i rezonanciju unutarnjih organa kod čovjeka. Odavno su opisivani nepovoljni učinci prekomjerne buke i vibracija na trudnoću. Maternica uglavnom ublažava njihovo djelovanje i štiti plod. No vibracije koje imaju izravno djelovanje na maternicu i plod u njoj, osobito ako su dugotrajne, jako oštećuju plod. A infrazvuk od 5 do 10 Hz, koji se može pojaviti u zrakoplovima, može uzrokovati pobačaj.

## Vanjske poveznice
- Index.hr – Tigrovi koriste infrazvuk da bi otjerali konkurenciju